# Friedrich Dürck
Friedrich Dürck (Leipzig, 28 de agosto de 1809 - Munique, 25 de outubro de 1884) foi um pintor retratista alemão.
Dürck foi filho de um comerciante bem-sucedido, que perdeu sua fortuna no período pós-napoleônico, mas posteriormente passou ser a inspetor da pousada real de caça Hubertusburg. Friedrich Dürck teve aulas de arte na academia Kunstakademie Leipzig.
Em 1822, seu tio, Joseph Karl Stieler, o pintor do tribunal da Baviera, convidou o sobrinho a continuar seu aprendizado em Munique sob sua monitoria. Dürck estudou pintura e retrato e ajudou seu tio com seus trabalhos. Ele o apoiou especialmente na decoração do Palácio de Nymphenburg, reproduzindo as famosas obras de Stieler, como o famoso retrato de Johann Wolfgang von Goethe.
Pela primeira vez, em 1828, ele publicou um retrato e se tornou um pintor famoso em Munique. Em 1836 ele viajou para a Itália e ficou em Roma e Florença durante um ano. Depois de seu retorno, ele morou em Munique e retratou diversas figuras pública e do tribunal bávaro, incluindo o rei Ludwig I, em 1858. Em 1849 aceitou um convite para a corte sueca e, posteriormente, para o tribunal austríaco em 1854.
Em 1861 criou dois retratos adicionais para a galeria da beleza no Palácio de Nymphenburg, localizado em Munique, na Alemanha.
O bacteriologista Hermann Dürck foi seu neto.

## Leitura complementar
- Hyacinth Holland: Dürck, Friedrich. In: Allgemeine Deutsche Biographie (ADB). Band 48, Duncker & Humblot, Leipzig 1904, S. 204–210.
- Große Bayerische Biographische Enzyklopädie, K. G. Saur Verlag: Dürck, Friedrich, Maler Digitalisat